# Medusaceratops
Medusaceratops lokii
Genre
Espèce
Medusaceratops (qui signifie « face à cornes de Méduse ») est un genre de dinosaures herbivores appartenant à la famille des Ceratopsidae, un groupe de dinosaures quadrupèdes munis de cornes et de collerettes osseuses sur le haut du crâne. Il a vécu au Crétacé supérieur dans ce qui est actuellement le Montana (États-Unis) et le matériel qui constitue ce taxon a été découvert dans la célèbre formation de Judith River datée d'il y a environ  77,5 millions d'années (Campanien) et qui a fourni un nombre considérable de restes de dinosaures.
Le nom Medusaceratops a été donné par le paléontologue canadien Michael J. Ryan du Museum of Natural History de Cleveland en 2003. Les fossiles de ce dinosaures avaient été confondus avec ceux d''Albertaceratops, un autre Ceratopsidae appartenant au clade des Centrosaurinae et provenant de l'état d'Alberta (Canada). Ryan se rend cependant compte qu'une partie des fossiles n'appartiennent pas au genre Albertaceratops et crée ainsi le nouveau taxon Medusaceratops, dont l'unique espèce est M. lokii, en 2010.
La découverte de restes fossiles complémentaires permet de confirmer en 2017 son appartenance aux Centrosaurinae.